# Vladimer Apciauri
Vladimer Apciauri (grúzul: ვლადიმერ აფციაური, oroszul: Владимир Степанович Апциаури, Vlagyimir Sztyepanovics Apciauri) (Mangliszi, 1962. február 4. – Tbiliszi, 2012. május 14.) szovjet színekben olimpiai és világbajnok grúz tőrvívó, edző, sportvezető, 2006-tól haláláig a Grúz Vívószövetség alelnöke.